# Grand Codroy-estuarium
Het Grand Codroy-estuarium is een estuarium van 9,25 km² in het uiterste zuidwesten van het Canadese eiland Newfoundland. Volgens de Conventie van Ramsar is het Grand Codroy-estuarium een drasland van internationaal belang, met aan zijn zuidoever een Important Bird Area van globale significantie.

## Geografie
Het 9 km lange estuarium wordt in het oosten aangevuld door de rivier Grand Codroy en heeft gemiddeld genomen een breedte van 1 à 2 km. Het bevindt zich in het laagste gedeelte van de Codroyvallei. Aan de monding van het estuarium in de Saint Lawrencebaai ligt er aan de noordzijde een smalle, zanderige landtong. Dat 1,1 km lange schiereilandje is beschermd als Codroy Valley Provincial Park en zorgt ervoor dat de effectieve monding in zee ("The Gut") slechts 120 meter breed is.

### Plaatsen
Er liggen vijf plaatsen aan de oevers van het Grand Codroy-estuarium. Aan de noordzijde betreft het van west naar oost Millville, Great Codroy en O'Regan's. Aan de zuidzijde liggen respectievelijk de gehuchten Searston en Upper Ferry.
Er zijn voorts twee bruggen over het Grand Codroy-estuarium gebouwd. Enerzijds betreft het provinciale route 407 die The Gut overbrugd en zo Millville met Searston verbindt. Anderzijds betreft het de 220 meter lange brug die Upper Ferry, gelegen aan het smalste, oostelijke deel van het estuarium, met de noordoever verbindt.

## Fauna en flora
Zandbanken en de modderige oevers van het estuarium vormen een belangrijke habitat voor onder meer groot zeegras. Deze vormen samen met de Ammophila-grassen op drogere oevergedeelten een ideale omgeving voor allerlei trekvogels. Het gaat onder meer om een grote jaarlijks terugkerende groep van Canadese ganzen.